# Чаткал
Чатка́л (узб. Chatkol) — річка у Киргизстані та Узбекистані, до утворення Чарвацького водосховища ліва складова річки Чирчик (Ширшик) (басейн Сирдар'ї). У верхній течії зветься Каракульджа́ або Кара-кульджа (кирг. Каракульжа).

## Етимологія
Точне значення топоніму невідоме. Згідно М. С. Андрєєву, слово це близько до слова «береза», і спочатку ставилося до гор Чадгал, що раніше читалося у середньовічних арабських авторів (наприклад, у Ібн Хаукаля) як Джидгіль. С. К. Караєв виявив, що в дарвазькому говірі таджицької мови слово означає «береза», однак у багатьох тюркських мовах чаткав означає «пересічена місцевість», «ущелина», «впадина між двох гір», і вважав за можливе пов'язати це давнє слово з річка, рукав річки. Подібної ж думки дотримується топоніміст К. Конкобаєв.

## Опис

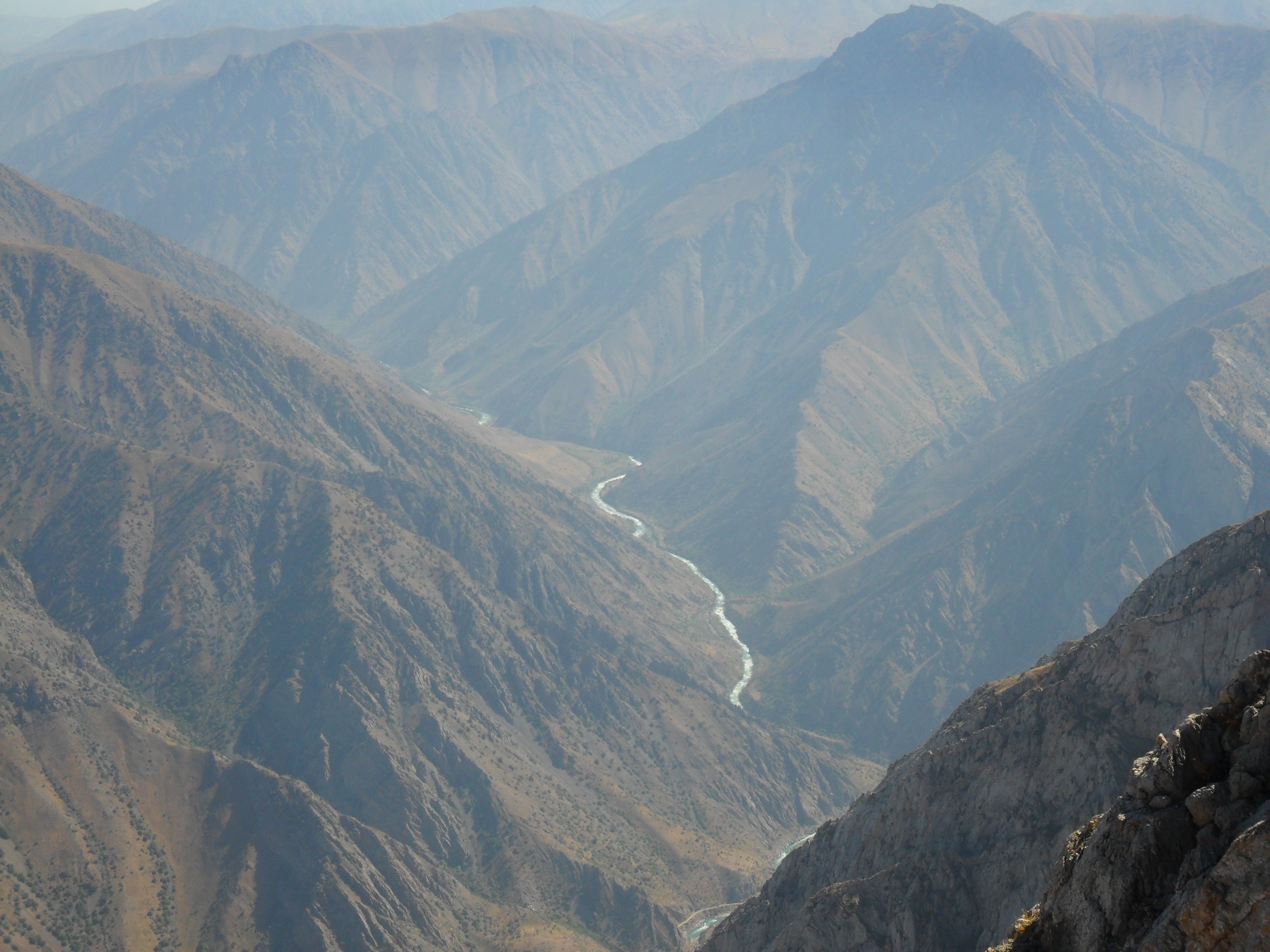
Вид на Чаткал з піку Мисливський (Аукашка)

Довжина річки — 223 км, площа басейну — 7 110 км².
Живлення — переважно снігове. 
Пересічний показник витрат води (поблизу гирла) — 122 м³/с, максимальний — 920 м³/сек.
Чаткал бере початок на південно-західних схилах хребта Таласький Ала-Тоо.   
Тече переважно на захід по самісінькій західній частині Тянь-Шаню між хребтами Сандалашським та Коксуйським на півночі та Чаткальським на півдні. У верхній течії протікає в широкій долині з крутими схилами, нижче впадання річки Терс — у глибокій ущелині. Впадає в Чарвакське водосховище неподалік селища Бурчмулла.  
Уздовж річки розташовуються листяні ліси, в середній течії Чаткала по схилах росте ялівець, дика яблуня, алича, глід, волоський горіх.

## Притоки
Найбільшими притоками Чаткала є ліворуч: Терс (8,1% від басейну) та Акбулак (11,9% від басейну), праворуч: Сандалташ (16,8% від басейну) і Коксу (5,9% від басейну). Середня витрата води біля гирла 72,6 м3/сек, максимальна 180 м³/сек. На території Республіки Узбекистан Чаткал приймають такі притоки (у напрямку від початку до гирла):
- Акбулак — на кордоні Киргизстану та Узбекистану (ліворуч);
- Казанаксай (праворуч);
- Худойдодсай (праворуч);
- Чукраксу (праворуч);
- Пальтау (праворуч);
- Янгікургансай - з середини весни до кінця осені впадає в Чарвацьке водосховище (ліворуч);
- Коксу - з середини весни до кінця осені впадає в Чарвацьке водосховище (праворуч).

В околицях селища Обі-рахмат (Аурахмат) у 2003 році на березі правої притоки Чаткала річки Пальтау у гроті Обі-Рахмат (41°34"08, 8" пн.ш., 70°08"00, 3" ст.д. ) були знайдені останки хлопчика 9—12 років, схожого на неандертальця та кроманьйонця. Вік останків — не менше 50 тисяч років.

## Туризм

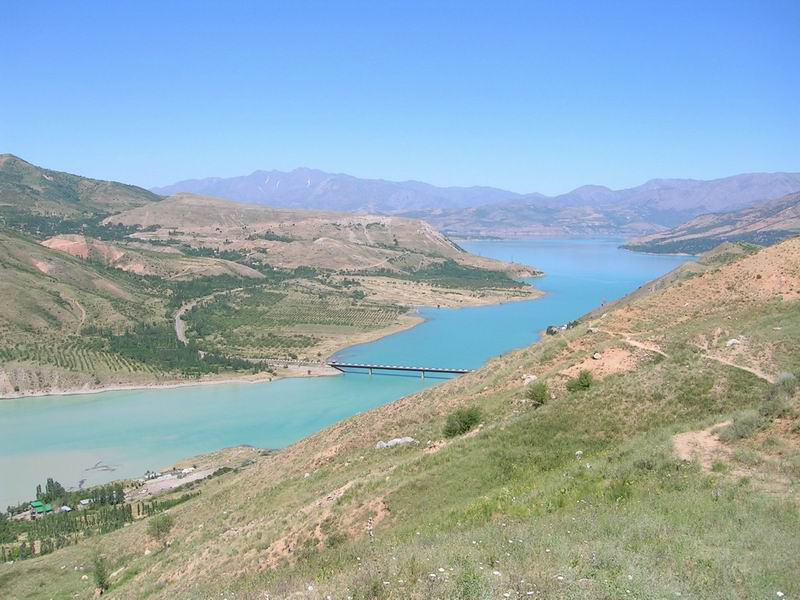
Впадання Чаткала (ліворуч) у Чарвацьке водосховище

За радянських часів через Чаткал проходили популярні туристичні маршрути (наприклад, Алямське кільце), річка мала популярність у любителів водного туризму. У жовтні 1975 р. на річці Чаткал у районі Бричмулли було проведено Другі Всесоюзні змагання з техніки водного туризму, присвячені 30-річчю Перемоги радянського народу над Німеччиною. У змаганнях взяли участь 22 команди союзних республік, міст Москви та Ленінграда. У даний час,  через прикордонні питання, туризм на Чаткалi нажаль утруднений.